# Agrotis hispidula
Agrotis hispidula är en fjärilsart som beskrevs av Achille Guenée 1852. Agrotis hispidula ingår i släktet Agrotis och familjen nattflyn. Inga underarter finns listade i Catalogue of Life.